# Остання подорож зневіреної душі
«Остання подорож зневіреної душі» (англ. Spiritual Journey of a forlorn Soul) — другий студійний альбом Colotyphus реліз котрого відбувся 22 березня 2017 року.

## Опис
Альбом було анонсовано у вересні 2016 року. Запис було здійснено протягом весни на «Tyrania studio», мастеринг здійснив Khladogard з «Stryvigor», розробка обкладинки авторства «Wolf's Design Studio».
| Інформація про композиції | Інформація про композиції                                | Інформація про композиції |
| #                         | Назва                                                    | Тривалість                |
| ------------------------- | -------------------------------------------------------- | ------------------------- |
| 1.                        | «Безжадісний час»                                        | 10:33                     |
| 2.                        | «На вічних горизонтах»                                   | 09:09                     |
| 3.                        | «Останні пориви вітру»                                   | 07:09                     |
| 4.                        | «Прокляття природи»                                      | 05:49                     |
| 5.                        | «Полум'я нації»                                          | 05:49                     |
| 6.                        | «Funeral Monolith»                                       | 07:27                     |
| 7.                        | «Стогони четвертого реактора»                            | 11:09                     |
| 8.                        | «Summoning the Rain...Glare of Autumn» (переспів Drudkh) | 10:37                     |
| 01:07:52                  |                                                          |                           |

## Склад на момент запису
- Геннадій «Monolith» Ковріжних — вокал, гітара.
- Роман «Morvudd» Сапожніков — бас.
- Катерина «Todestrieb» Катарсис — клавіші.
- Ростислав «Khladogard» Павловський — гітара
- «Lycan» — ударні